# Бенсон, Бриэнн
Бриэнн Бенсон (англ. Breanne Benson, настоящее имя Бенедетта Хамзай; род. 22 апреля 1984, Тирана) — американская порноактриса. Penthouse Pet января 2011 года.

## Биография

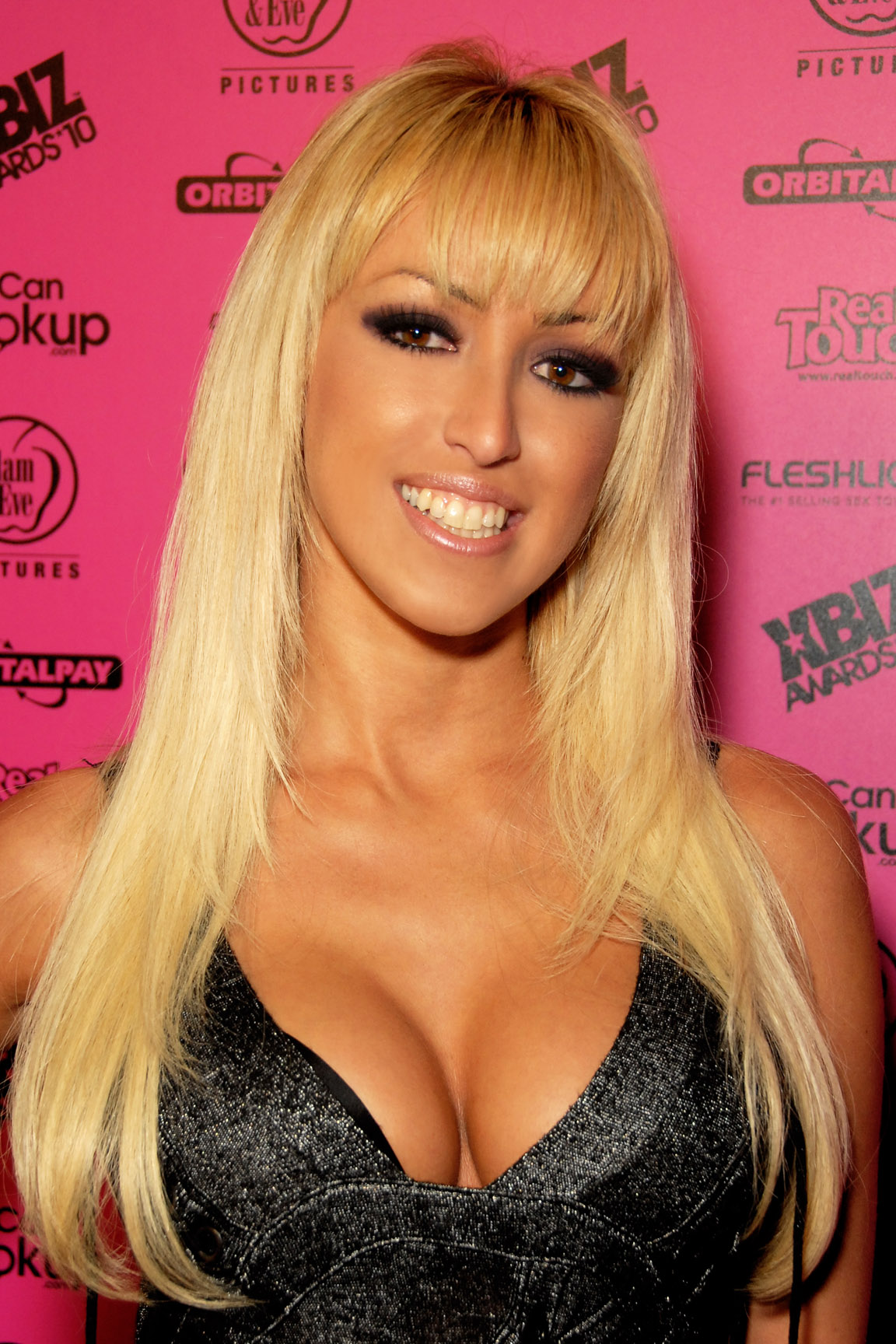
Брин Бенсон в 2010 году

Родилась 22 апреля 1984 года в Тиране, Албания. Имя при рождении — Бенедетта Хамзай. Её семья сначала отправилась в Италию, а оттуда эмигрировала в США, где она жила с семилетнего возраста.
После окончания средней школы изучала психологию и сексуальность человека.
В ранние годы работала официанткой в ресторане и продавцом парфюмерного магазина в торговом центре.

## Карьера
В старшей школе училась в одном классе с Таней Джеймс, с которой была подругой. Джеймс позже стала порноактрисой и Бенсон снялась вместе с ней в фильме Cockless 23. Это её первый контакт в порноиндустрии. Она надеялась, что об этом никто не узнает, но её заметила бывшая одноклассница на одном из сайтов.
Дебютировала как порноактриса в 2003 году, когда ей было 19 лет. Первоначально снималась в сценах только с участием женщин или в сольных сценах. Через год ушла из порнобизнеса и начала работать в качестве танцовщицы стриптиза в клубе «Spiarmaynt Рено» в Лос-Анджелесе.
В июне 2009 года решила продолжить свою актёрскую карьеру в фильмах для взрослых. После возвращения она начала заниматься сексом с мужчинами.
Снималась для таких компаний, как Brazzers, Digital Playground, Evil Angel, Vivid Entertainment, Husler и другие. Занимает 18-е место в рейтинге журнала под названием «Топ-100 самых горячих звёзд» с июля 2011 года.
Снялась в качестве актрисы в художественных фильмах — комедии «Mancation» (2012) и немецком криминальном фильме «Американский фетиш» (2011).
В 2010 году снялась в нескольких 3D-порнофильмах.

## Премии и номинации
| Год  | Церемония  | Категория                         | Работа                                                                            | Результат |
| ---- | ---------- | --------------------------------- | --------------------------------------------------------------------------------- | --------- |
| 2005 | AVN Award  | Лучшая лесбийская сцена секса     | Hook Ups 5 with Isabella Camille.                                                 | Номинация |
| 2011 | AVN Award  | Лучшая лесбийская сцена триолизма | Lust with Alektra Blue, Asa Akira                                                 | Номинация |
| 2011 | AVN Award  | Лучшая групповая сцена секса      | The Breakfast Club: A XXX Parody with Tessa Taylor, Brooke Van Buuren & Levi Cash | Номинация |
| 2011 | XBIZ Award | Исполнительница года              |                                                                                   | Номинация |
| 2012 | AVN Award  | Лучшая сцена орального секса      | American Cocksucking Sluts вместе с Кэгни Линн Картер, Элли Хейз                  | Номинация |